# Sloanea grandis
Sloanea grandis är en tvåhjärtbladig växtart som beskrevs av Adolpho Ducke. Sloanea grandis ingår i släktet Sloanea och familjen Elaeocarpaceae. Inga underarter finns listade i Catalogue of Life.